# Instituto Bíblico Pastoral
Em resultado do Cisma de 1917 na liderança da Sociedade Torre de Vigia de Biblias e Tratados (dos EUA) e dos Estudantes da Bíblia, 4 directores da Sociedade são formalmente demitidos e expulsos da Sede por Joseph Franklin Rutherford, o segundo Presidente da Sociedade.
A primeira convenção dos Estudantes da Bíblia dissidentes é realizada em 26 de Julho a 29 de Julho de 1918, em Asbury Park, Nova Jersey. Em Novembro, alguns meses depois, cerca de 300 pessoas assistiram a uma segunda convenção realizada em Providence, Rhode Island. Em resultado desta convenção, é decidido fundar o Instituto Bíblico Pastoral com o objectivo de dar contínuidade ao trabalho pastoral de Charles Taze Russell, totalmente independente da nova Directoria da Sociedade.
Em Dezembro de 1918, é publicado o primeiro exemplar de O Arauto do Reino de Cristo. Foi editado por R. E. Streeter até a sua morte, em Dezembro de 1924. Hoje, o Instituto Bíblico Pastoral continua realizando as suas actividades religiosas educativas.

## Ligações Externas
- Instituto Bíblico Pastoral (1918)
- Revista Arauto do Reino de Cristo On-Line